# Julius Schwartz
Julius „Julie“ Schwartz (* 19. Juni 1915 in der Bronx, New York; † 8. Februar 2004) war ein US-amerikanischer Herausgeber von Comicheften und Pulp-Magazinen, sowie Agent von Science-Fiction-Schriftstellern wie Ray Bradbury und H. P. Lovecraft.

## Leben

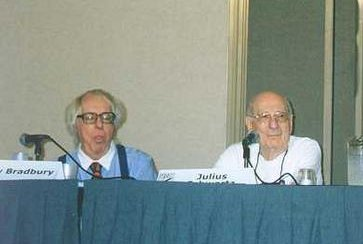
Julius Schwartz (rechts) gemeinsam mit Ray Bradbury während einer Pressekonferenz auf der Messe „Comic-Con International“ im Jahr 2002

Bereits 1932 begann Schwartz seine Karriere als Publizist und Herausgeber: Gemeinsam mit Mort Weisinger und Forrest J. Ackerman begann er in jenem Jahr das vielbeachtete Science-Fiction Fanzine Time Traveller herauszugeben, eines der ersten Organe dieses Zeitschriftentyps überhaupt. Gemeinsam mit Weisinger gründete er 1934 Solar Sales Service (SSS), eine Agentur, die sich bemühte, die Arbeiten von unbekannten Science-Fiction-Schriftstellern an Verlage zu vermitteln und die bis 1944 fortbestand.
Zu Schwartz Klienten bei SSS zählten unter anderem die Schriftsteller Alfred Bester, Robert Bloch, Ray Bradbury, H.P. Lovecraft und Stanley G. Weinbaum. Besonders Lovecrafts letzte und Bradburys frühe Arbeiten zählen zu den wichtigsten von Schwatz vermittelten und beeinflussten Werken.
1939 beteiligte Schwartz sich an der Organisation der ersten World Science Fiction Convention. 1944 begann Schwartz als Redaktionsleiter bei dem Comicverlag All American Comics zu arbeiten, der später mit DC-Comics fusionierte, für die er bis zu seiner Pensionierung 1986 im Alter von 71 Jahren insgesamt 42 Jahre lang arbeitete. 1952 heiratete Schwartz seine Sekretärin Jean, die Ehe dauerte bis zu ihrem Tod durch ein Lungenemphysem 1986 an. Schwartz selbst verstarb 2004 im Alter von 88 Jahren infolge einer Lungenentzündung.

### Arbeit als Editor bei DC-Comics
Bei DC dirigierte Schwartz in den späten 1950er Jahren die Wiederbelebung zahlreicher populärer Comicstoffe, die sich in der Kriegszeit großer Beliebtheit erfreut hatten, später aber an Popularität eingebüßt hatten und dementsprechend „in der Versenkung“ verschwunden waren. Zu den von Schwartzs Auftrag in generalüberholter Form erneut auf den Markt gebrachten Figuren und Reihen zählten unter anderem: Flash, Green Lantern, Hawkman und The Atom. Die von Schwartz geleiteten Reihen wurden dabei insbesondere für ihre Originalität, ihre unverbrauchte Frische und ihre Kreativität gerühmt. In den 1960er Jahren begann Schwartz die ebenfalls bei DC erscheinenden Serien um den Comichelden Batman zu edieren. Berühmt wurde hier der von Schwartz in Auftrag gegebene „New Look“ des Fledermausmannes – dem Schwartz das berühmt gewordene gelbe Oval verpassen ließ, das jahrelang das Fledermaus-Emblem, das auf der Brust des Helden prangte, umschloss – der kurz darauf durch die von ABC produzierte Batman-Fernsehserie mit Adam West, die New Look adaptierte, popularisiert wurde. 
Von 1971 bis 1985 führte Schwartz als Leiter der Superman-Abteilung bei DC die Geschicke der wohl berühmtesten Figur im Besitz des Verlages, indem er die Superman-Serien „Superman“, „Superman in Action Comics“, „Superboy“, „Superman’s Pal Jimmy Olsen“, „Superman Family“ und andere beaufsichtigte. In diesem Bereich wird ihm unter anderem die Abkehr von „Gimmick“-Stories, die sich übermäßig auf bestimmte Gegenstände oder Ideen konzentrierten zugunsten von „character driven“, die Interaktion der Figuren in den Vordergrund stellenden Geschichten zugeschrieben. 
Zu den von Schwartz während seiner Zeit bei DC geförderten Autoren und Zeichnern zählen unter anderem Gardner Fox, Dennis O’Neil, Neal Adams, Carmine Infantino und Gil Kane. Als Herausgeber nahm Schwartz meist erheblichen Einfluss auf die Inhalte der von ihm edierten Comics, was mitunter zur Folge hatte, dass er Geschichten, mit denen er nicht einverstanden war, persönlich in weitem Umfang umschrieb.

### Arbeiten als freischaffender Sci-Fi-Editor
Als freischaffender Herausgeber von Science-Fiction-Romanen edierte Schwartz insgesamt sieben Romane von Harlan Ellison, Robert Silverberg, Ray Bradbury und anderen.

## Preise und Ehrungen
Im Laufe seines Lebens erhielt Schwartz zahlreiche Preise, so beispielsweise 1962 den Alley Award für den besten Comiceditor des vergangenen Jahres oder 1972 den „Shazam Award“ für die größte Leistung einer Einzelperson im Bereich Comics. Seit 1997 wird auf Betreiben von Ed Kramer, dem Vorsitzenden der Dragon*Con-Fachmesse der nach Schwartz benannte „Julie Award“ vergeben.

## Publikationen
- Julius Schwartz / Brian Thomsen: Man of Two Worlds: My Life in Science Fiction and Comics, 2000. (Schwartzs Autobiographie)